# Васильковская, Тамара Францевна
Тамара Францевна Васильковская (4 мая 1931 — 25 ноября 2014) — передовик советского сельского хозяйства, доярка совхоза «Гремяченский» Черняховского района Калининградской области, Герой Социалистического Труда (1966).

## Биография
Родилась в 1931 году в городе Курске в русской семье.
В 1947 году вместе с семьёй переехала на постоянное место жительство в Калининградскую область, совхоз «Гремячинский». В 17 лет пошла работать на ферму дояркой. С каждым годом она добивалась лучших результатов, надои в её группе росли. В 1960 году вступила в ряды КПСС.
Указом Президиума Верховного Совета СССР от 22 марта 1966 года за получение высоких показателей в животноводстве Тамаре Францевне Васильковской было присвоено звание Героя Социалистического Труда с вручением ордена Ленина и медали «Серп и Молот».
В 1975 году переехала жить в Украинскую ССР. Обосновалась в посёлке Николаевка Славянского района Донецкой области.
Умерла 25 ноября 2014 года в городе Краматорск, Донецкой области.

## Награды
За трудовые успехи был удостоен:
- золотая звезда «Серп и Молот» (22.03.1966)
- орден Ленина (22.03.1966)
- другие медали.